# Liga IDEA
La Liga IDEA ( en inglés: IDEA League ) es una alianza entre cinco universidades tecnológicas europeas que busca favorecer la investigación y el desarrollo de proyectos científicos y tecnológicos conjuntos. Los actuales miembros de la alianza son la Universidad Tecnológica Chalmers, la Universidad Técnica de Delft, la Escuela Politécnica Federal de Zúrich, el Politécnico de Milán y la Universidad Técnica de Aquisgrán.

## Historia
Constituida el 6 de octubre de 1999 mediante la firma de un memorando de entendimiento entre cuatro universidades tecnológicas europeas : Imperial College London (Reino Unido), Universidad Técnica de Delft (Países Bajos), Escuela Politécnica Federal de Zúrich (Suiza) y Universidad Técnica de Aquisgrán (Bélgica); su acrónimo sirvió para la denominación de la asociación: I (Imperial) D (Delft) E  (ETH Zurich) A (Aachen). En 2006 se unió a la asociación la universidad ParisTech (Francia). Desde 2014, la alemana Universidad Tecnológica Chalmers es miembro de la red IDEA. En 2016, Politécnico de Milán (Italia) se unió a la liga IDEA.
Cada miembro tiene un perfil propio orientado a la investigación y es el mayor productor de graduados en ingeniería y ciencias en su propio país. Una de las principales ambiciones de la Liga IDEA es restablecer a la Unión Europea como líder tecnológico y científico mediante la combinación de recursos y conocimientos académicos. 
Abandonos
El Imperial College de Londres confirmó su decisión de retirarse de la IDEA League con efecto a partir de diciembre de 2012. A finales de 2013, Paris Tech abandonó la IDEA League porque la universidad estaba en proceso de reestructuración en relación con el nuevo campus de París-Saclay .
Maestría conjunta
Actualmente, tres escuelas de los miembros de la alianza ofrecen una Maestría conjunta en Geofísica Aplicada, donde los estudiantes pasan un semestre en cada universidad ( Universidad Técnica de Delft, Escuela Politécnica Federal de Zúrich y Universidad Técnica de Aquisgrán ) y luego pasan el cuarto semestre haciendo su tesis en una de las escuelas o en la industria. El programa se basa en las fortalezas y la experiencia complementaria en Ciencias de la Tierra de las tres universidades. Ofrece una combinación de estudio e investigación. Durante el programa, los estudiantes pueden especializarse en exploración y gestión de hidrocarburos o en investigaciones ambientales y de ingeniería, incluyendo la exploración y gestión de energía geotérmica, y también recibirán una sólida formación en la otra especialidad. 
Los estudiantes de las universidades de la IDEA League están representados por IDEALiStiC .

## Miembros

### Miembros actuales
| Institución                           | Ubicación          | Creación | Incorporación | Rector/Presidente        | Número de estudiantes |
| ------------------------------------- | ------------------ | -------- | ------------- | ------------------------ | --------------------- |
| Universidad Técnica de Delft          | porcelana de Delft | 1842     | 1999          | Tim van der Hagen        | 19.000                |
| Escuela Politécnica Federal de Zúrich | Zúrich             | 1855     | 1999          | Günther Tesis doctorales | 18.000                |
| Universidad Técnica de Aquisgrán      | Aquisgrán          | 1870     | 1999          | Ulrich Rüdiger           | 42.000                |
| Universidad Tecnológica Chalmers      | Gotemburgo         | 1829     | 2014          | Stefan Bengtsson         | 11.000                |
| Politécnico de Milán                  | Milán              | 1863     | 2016          | Donatella Sciuto         | 41.000                |

### Antiguos miembros
| Institución      | Ubicación | Creación | Incorporación | Salida | Rector/Presidente   | Número de estudiantes |
| ---------------- | --------- | -------- | ------------- | ------ | ------------------- | --------------------- |
| Colegio Imperial | Londres   | 1907     | 1999          | 2012   | Alicia Gast         | 16.610 (2015)         |
| ParisTech        | París     | 1991     | 2006          | 2013   | Jean-Philippe Vanot | 19.700 (2015)         |